# Pristimera austin-smithii
Pristimera austin-smithii är en benvedsväxtart som först beskrevs av Lundell, och fick sitt nu gällande namn av Albert Charles Smith. Pristimera austin-smithii ingår i släktet Pristimera och familjen Celastraceae. Inga underarter finns listade.